# Domingos Custódio de Sousa
Domingos Custódio de Sousa (Laguna — Desterro, 23 de julho de 1874) foi um político brasileiro.
Filho de Custódio Antônio de Sousa e Teresa de Sousa. Pai de Custódio Martins de Sousa.
Foi o primeiro promotor público de Laguna.
Na Revolução Farroupilha, foi um dos assinantes da ata de proclamação da República Juliana.
Foi deputado à Assembleia Legislativa Provincial de Santa Catarina na 18ª legislatura (1870 — 1871).